# Римгайла Литовская
Римгайла (Римгайле) (лит. Rimgailė или Ringáilė; ок. 1367 — между 1423 и 1430) — литовская княжна, дочь князя Кейстута, жена Генриха Мазовецкого из династии Пястов и молдавского господаря Александра Доброго.
Была дочерью великого князя литовского Кейстута и Бируты и, следовательно, сестрой князя Витовта. Имя Rimgailė составлено из корней rim- (rimtis — «спокойствие») + gail- (gailas — «сильный»).
Была в числе заложников, отправленных Витовтом рыцарям Тевтонского ордена для получения помощи в борьбе с польским королём Ягайло (своим двоюродным братом) и его наместником в Великом княжестве Литовском Скиргайло в ходе Гражданской войны 1389—1392 годов.
В 1392 году вышла замуж за Генриха Мазовецкого, посланного Ягайло к Витовту для обсуждения условий прекращения гражданской войны, при этом Генрих отказался от Плоцкого епископства. Вскоре Генрих умер, причём историк Ян Длугош подозревал Римгайле в причастности к смерти мужа, что не подтверждается современными исследователями.
По мнению некоторых историков была женой Штефана I Мушата (1394—1399), господаря Молдавского княжества, и Мирчи I Старого (после 1399—1418), господаря Валахии.
После смерти Мирчи, последовавшей в 1418 году, вышла замуж за молдавского господаря Александра Доброго. Однако уже в 1421 году последовал развод супругов, что, по мнению историков, знаменовало ухудшение литовско-молдавских отношений. При разводе Римгайле были переданы в пожизненное владение города Сирет и Волховец и назначено ежегодное обеспечение в 600 золотых дукатов.